# Audrey Hankers
Audrey Hankers is een Surinaams bestuurder. Van 2016 tot 2020 was ze districtscommissaris van Wanica-Zuidoost.

## Biografie
Audrey Hankers is geboren en getogen in Wanica. Ze studeerde wiskunde aan het Instituut voor de Opleiding van Leraren (IOL) en specialiseerde zich verder in het doceren van Spaans en lichamelijke opvoeding. Ze begon haar loopbaan in het onderwijs en stond vijftien jaar lang aan het hoofd van een mulo.
In mei 2016 behoorde ze tot een lichting die werd getraind voor het ambt van districtscommissaris (dc). Vervolgens werd ze op 2 november 2016 beëdigd en werd ze de dag erna samen met Adjaikoemar Kali als duo-dc het bestuur van Wanica-Zuidoost toegewezen. In januari 2017 vertrok Kali naar Para, om daar tijdelijk het bestuur waar te nemen van Armand Jurel. Rond dezelfde tijd werd Wanica-Zuidoost definitief aan Hankers toebedeeld. In juni 2018 kwamen president Ram Nath Kovind van India en president Desi Bouterse langs in haar district en hadden kinderen culturele uitvoeringen voorbereid. In augustus 2018 ging een reshuffling aan haar voorbij. Ze bleef op haar post totdat de nieuwe lichting dc's na de verkiezingen van 2020 werd geïnstalleerd. Ze werd opgevolgd door Shafiek Goelaman.